# 铁南街道 (北安市)
铁南街道，是中华人民共和国黑龙江省黑河市北安市下辖的一个乡镇级行政单位。

## 行政区划
铁南街道下辖以下地区：
法华社区和业旺社区。